# Stary Jar
Stary Jar, Jażów Stary (ukr. Старий Яр, Staryj Jar) – wieś na Ukrainie, w rejonie jaworowskim obwodu lwowskiego. Wieś liczy około 1330 mieszkańców.
Pod koniec XIX w. grupa domów we wsi nazywała się Tupczany.
W II Rzeczypospolitej do 1934 samodzielna gmina jednostkowa. Następnie należała do zbiorowej wiejskiej gminy Wierzbiany w powiecie jaworowskim w woj. lwowskim. Po wojnie wieś weszła w struktury administracyjne Związku Radzieckiego.
We wsi znajduje się drewniana cerkiew pw. św. Paraskewy z 1638 roku, poddana przebudowie w XIX w.